# Sergeant Rutledge
Sergeant Rutledge é um filme estadunidense de 1960, do gênero faroeste, dirigido por John Ford.

## Sinopse
História de um soldado negro que corre perigo de vida por ser o único acusado de um estupro e assassinato.

## Elenco
- Jeffrey Hunter ...  ten. Tom Cantrell (conselho de defesa)
- Constance Towers ...  Mary Beecher
- Billie Burke ...  sra. Cordelia Fosgate
- Woody Strode ...  sgt. Braxton Rutledge
- Juano Hernandez ...  sgt. Matthew Luke Skidmore